# 에치에프알 (기업)
에치에프알(HFR Inc.)은 대한민국의 통신장비기업이다. 본사는 경기도 성남시 분당구 성남대로43번길 10 하나EZ타워 5층(구미동, 하나EZ타워)에 위치해 있으며 대표이사는 정종민이다.

## 인수
2024년 벤처캐피탈(VC) 기업 DSN인베스트먼트를 160억원에 인수했다.

## 참고문헌
1. ↑  박준호, 이종헌 HFR모바일 대표 “세계 5G 특화망 시장 10% 점유 목표”, 전자신문, 2024년 4월 8일
2. ↑  통신 장비사 HFR, VC DSN인베스트먼트 인수…‘원천기술’ 확보 묘수될까?, 블로터, 2024.01.05